# Shehbaz Sharif
Pour les articles homonymes, voir Sharif.
Mian Muhammad Shehbaz Sharif (en ourdou : شہباز شریف), plus connu sous le nom de Shehbaz Sharif ou Shahbaz Sharif, né le 23 septembre 1951 à Lahore, est un homme d'État pakistanais, Premier ministre du 11 avril 2022 au 14 août 2023 et depuis le 4 mars 2024.
Frère de Nawaz Sharif, qui a été trois fois Premier ministre, il est un membre prédominant de la Ligue musulmane du Pakistan (N) qu'il préside de 2002 à 2010 et de 2018 à 2024. Il est particulièrement influent dans le Pendjab, ayant été élu député local à l'Assemblée provinciale, il a été trois fois ministre en chef, dirigeant le gouvernement local de la province, de 1997 à 1999, puis de 2008 à 2018.
Devenu chef de l'opposition le 20 août 2018 après la chute de son frère et la défaite de son parti aux législatives de 2018, il est à son tour arrêté pour corruption et brièvement incarcéré. Il travaille parallèlement à l'union de l'opposition et à améliorer ses relations avec les militaires. Profitant de la crise politique de 2022, il est à l'origine d'une motion de censure contre Imran Khan puis est élu Premier ministre le 11 avril. Il démissionne en août 2023, en vue des élections législatives de 2024, à l'issue desquelles il est reconduit.

## Famille et éducation

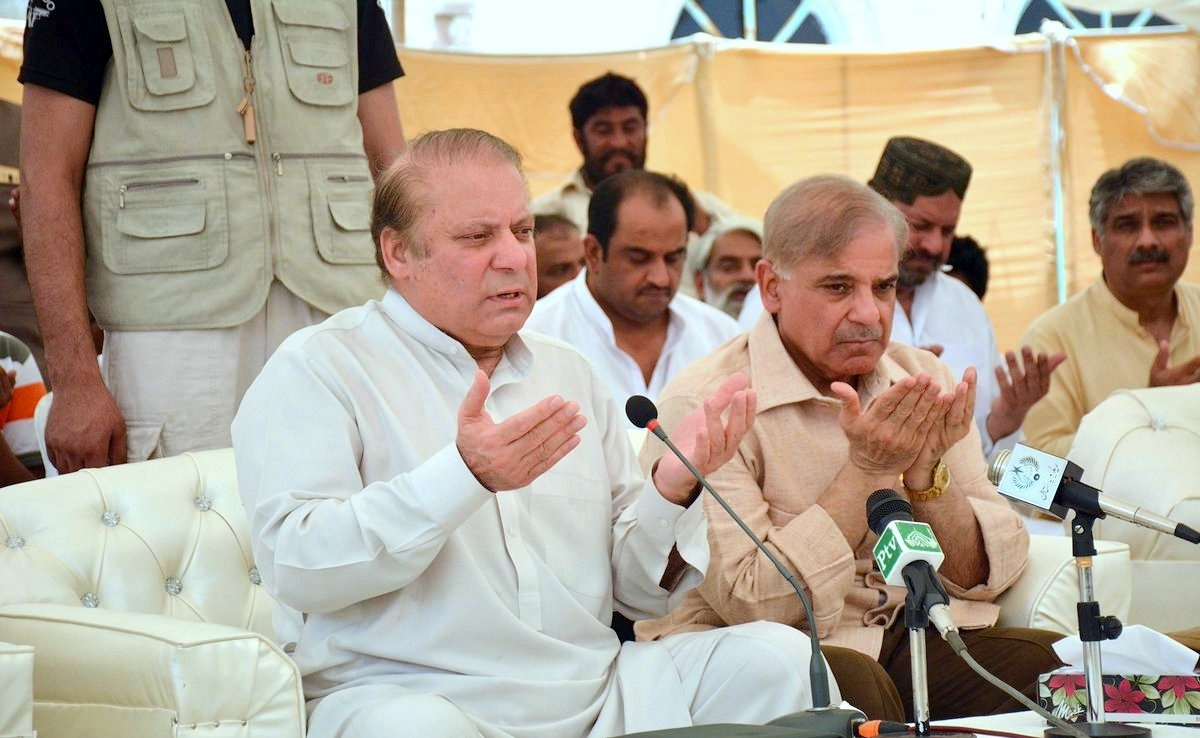
Nawaz Sharif et son frère Shehbaz en train de faire la salât.

Shehbaz Sharif est le deuxième fils de Muhammad Sharif, fondateur du puissant groupe industriel Ittefaq Group, dont il est copropriétaire et dont il a contribué fortement au développement avec son frère aîné, Nawaz Sharif.
Marié à Nusrat Shahbaz en 1973, il se remarie avec Aaliya Honey en 1993 dont il divorce alors qu'il est en exil en Arabie saoudite. En 2003, il épouse Tehmina Durrani, écrivaine et militante féministe.

## Carrière politique

### Premier mandat de ministre en chef
Durant le deuxième mandat de Premier ministre de son frère, il est ministre en chef de la province du Pendjab, c'est-à-dire chef du gouvernement de la province, du 20 février 1997 au 12 octobre 1999, avant de partir en exil en même temps que son frère alors que ce dernier est renversé par le coup d'État du général Pervez Musharraf.

### Exil en Arabie saoudite
Il préside la Ligue musulmane du Pakistan (N) alors que son frère en est le dirigeant. Il a été élu à ce poste le 3 août 2002 pour un mandat de quatre ans,, et réélu 2 août 2006,,.
Il rentre au Pakistan en même temps que son frère, en 2007, grâce à l'intervention du gouvernement saoudien et à l'approche des élections de 2008.

### Second mandat de ministre en chef

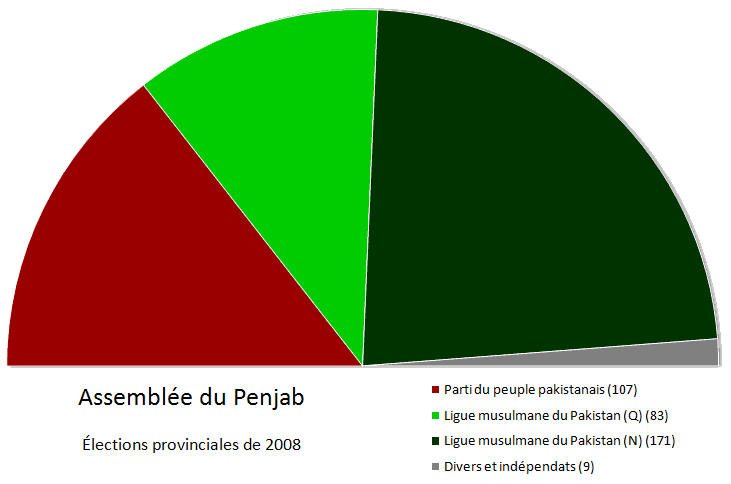
Composition de l'Assemblée provinciale du Pendjab après les élections de 2008.

Son parti, la Ligue musulmane du Pakistan (N), arrive seconde aux élections de 2008 et remporte presque la moitié des sièges de l'Assemblée provinciale du Pendjab. Il est élu à ce poste le 8 juin 2008 par un vote de l'Assemblée avec 265 voix sur 371 sièges malgré une controverse sur son éligibilité à exercer cette fonction
. Il était alors le seul candidat puisque le PPP se retira en sa faveur et que la Ligue musulmane du Pakistan (Q) boycotta le scrutin. Il prend la tête d'une coalition réunissant le PPP et son parti, qui totalise alors 277 sièges (171 plus 106). Le lendemain, il remporte un vote de confiance avec 266 voix.
Il est obligé de quitter son poste après un jugement de la Cour suprême le rendant inéligible le 25 février 2009. Ce jugement est annulé le 31 mars 2009 par un autre jugement de la Cour et Shahbaz Sharif retrouve son poste.
Le 6 mars 2012, il est élu président du PMLN au Pendjab.
Il a notamment annoncé sa volonté de transformer Lahore, capitale de la province, en un grand centre technologique mondial. En février 2013, il inaugure un réseau de « bus à haut niveau de service », après avoir dû renoncer au projet de métro de Lahore, trop onéreux.
Après un attentat à Lahore le 1er juillet, il a été accusé de laxisme envers les mouvements islamistes basés dans sa province. Shahbaz est régulièrement au cœur de polémiques concernant d'éventuelles interventions de l'armée dans la sud de la province du Pendjab contre des mouvements islamistes interdits.

### Troisième mandat de ministre en chef
À la suite des élections législatives de 2013, la Ligue remporte une majorité absolue à l'Assemblée nationale et Nawaz Sharif redevient Premier ministre. À l'Assemblée provinciale du Pendjab, la Ligue remporte une majorité écrasante des trois-quarts, et le 6 juin 2013, Shehbaz est élu à un troisième mandat avec 300 voix contre 34. En mai 2018, Shehbaz organise une cérémonie pour les premiers tests du métro aérien de Lahore, qui deviendra le premier du pays.
Le 28 juillet 2017, son frère Nawaz Sharif est destitué de son poste de Premier ministre et de député par la Cour suprême. Son parti désigne dès le lendemain Shahid Khaqan Abbasi pour lui succéder alors que Shehbaz Sharif est pressenti pour prendre ce poste dans l'hypothèse où celui-ci serait député fédéral. Finalement, c'est Kulsoom Nawaz Sharif qui est désignée candidate dans la circonscription de son époux à Lahore après avoir remporté la législative partielle du 13 septembre, alors que le choix stratégique est fait de conserver Shehbaz à la tête du gouvernement local du Pendjab jusqu'à la fin de la législature.

### Élections législatives de 2018
Alors que son frère est de plus en plus acculé par la justice, Shehbaz Sharif le remplace progressivement. Le 21 février 2018, la Cour suprême rend un arrêté interdisant à Nawaz Sharif de diriger son parti et le 27 février, Shehbaz est désigné président de la Ligue musulmane du Pakistan (N). Il devient ainsi logiquement le candidat au poste de Premier ministre pour les élections législatives de 2018, et abandonne la politique provinciale au profit de la représentation fédérale.
Le 6 juillet, son frère Nawaz est condamné à dix ans de prison pour corruption et sa nièce Maryam Sharif à sept. Nawaz et Maryam sont arrêtés puis emprisonnés alors qu'ils tentent de rentrer au Pakistan le 13 juillet, tandis que Shehbaz organise une manifestation de soutien interdite au cours de laquelle plusieurs militants sont également arrêtés,,. Le clan Sharif accuse la puissante armée pakistanaise de comploter contre lui, alors que certains médias et fonctionnaires notent une répression contre le parti sortant et dénoncent des censures,.
La Ligue musulmane du Pakistan (N) subit une défaite aux élections législatives du 25 juillet 2018 en cédant la première place au Mouvement du Pakistan pour la justice. Avec 64 sièges sur 272, la Ligue devient toutefois la première force de l'opposition. Shehbaz Sharif est élu député fédéral dans la dixième circonscription de Lahore avec 50,4 % des voix mais est largement défait dans les trois autres circonscriptions dans lesquelles il s'est présenté, à Karachi, Dera Ghazi Khan et Swat,.

### Chef de l'opposition

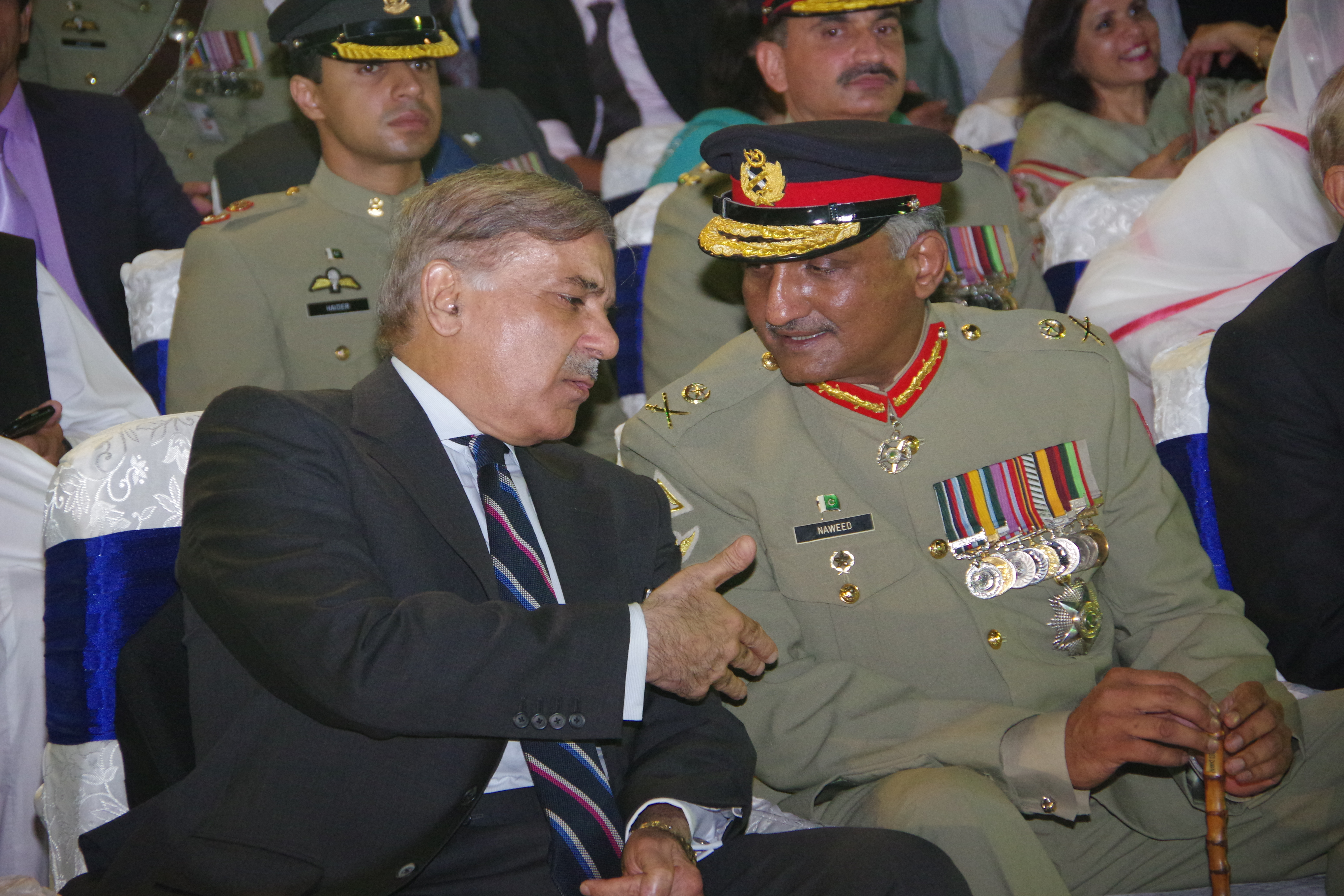
Shehbaz Sharif accompagné de militaires pakistanais.

Le 17 août 2018, Imran Khan est élu Premier ministre par l'Assemblée nationale par 176 voix favorables, soit quatre de plus que la majorité requise, contre 96 voix pour Shehbaz Sharif. Celui-ci devient le chef officiel de l'opposition parlementaire le 20 août.
Le 5 octobre 2018, il est arrêté pour corruption au sujet d'un projet immobilier dans le Pendjab. Il est placé en détention pour dix jours.
Le 28 septembre 2020, il est de nouveau arrêté pour une affaire de blanchiment d'argent. Le 23 avril 2021, il est libéré sur décision de la Haute Cour de Lahore après versement d'une caution de cinq millions de roupies.
En 2021, Shehbaz Sharif semble s'éloigner de son frère Nawaz et de sa nièce Maryam en critiquant la stratégie du parti ainsi que leur confrontation avec les militaires. Il améliore notamment ses relations avec des généraux clés. Concentrant sa rhétorique sur les questions économiques, il s'en prend au gouvernement d'Imran Khan pour son bilan. En mars 2022, il dépose en tant que chef de l'opposition une motion de censure contre le Premier ministre qui vient de perdre sa majorité à l'Assemblée nationale. La crise politique aboutit finalement à l'adoption de cette motion après intervention de la Cour suprême. La destitution du Premier ministre ouvre la voie à de nouvelles tractations, orchestrées par l'« État profond » (l'armée et les services de renseignement), pour former une nouvelle coalition.

### Premier ministre

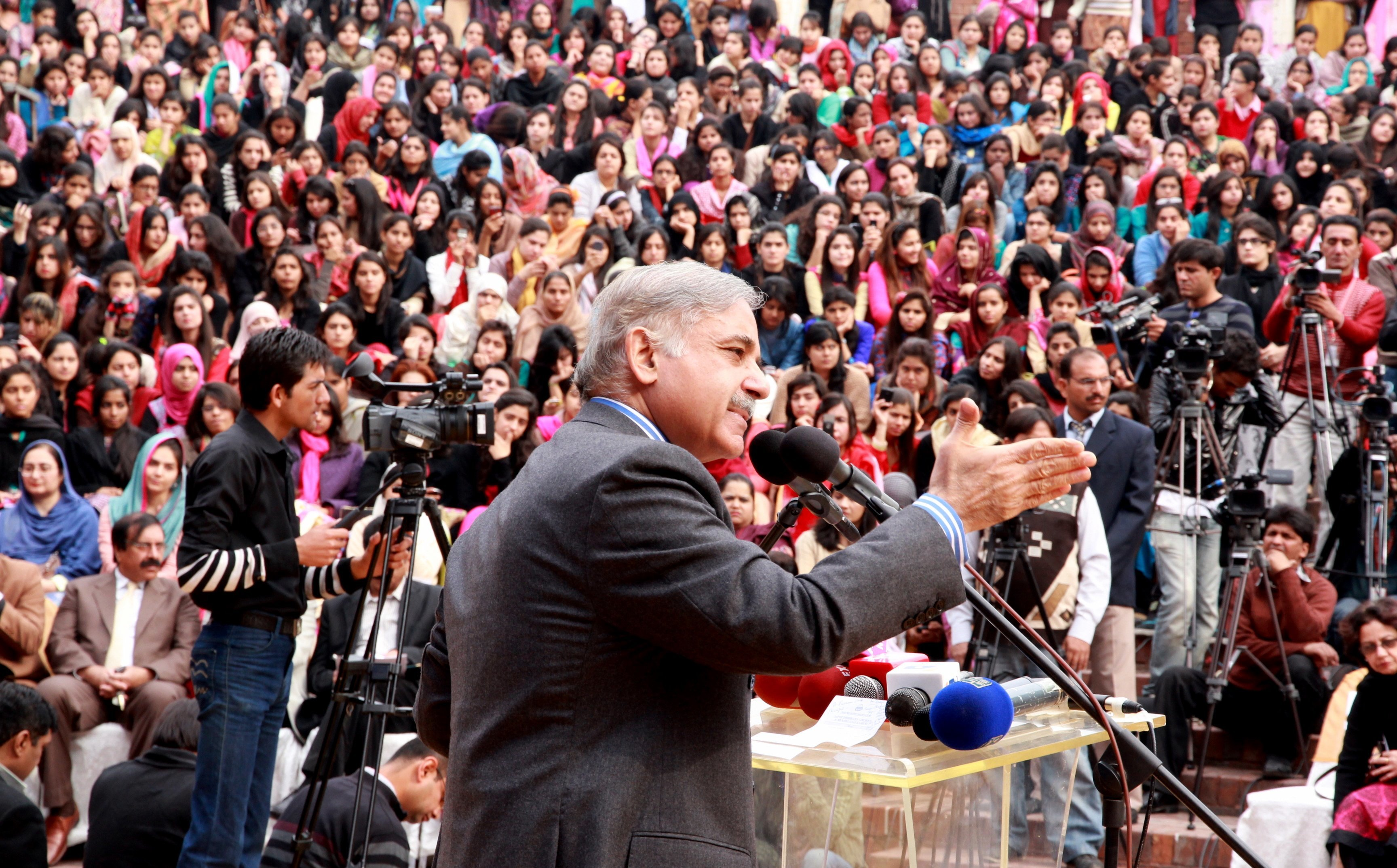
Shehbaz Sharif en 2017.

Le 11 avril 2022, Shehbaz Sharif est élu Premier ministre par l'Assemblée nationale avec 174 voix sur un total de 342 sièges, soit deux de plus que la majorité absolue. En plus de son parti, il réunit autour de lui le Parti du peuple pakistanais, l'islamiste Jamiat Ulema-e-Islam et divers petits partis. Les partisans d'Imran Khan boycottent la session, dénonçant les affaires de corruption entourant Sharif et pointant du doigt une « conspiration étrangère » contre le précédent gouvernement. Shehbaz Sharif décrit sa désignation comme « la victoire du bien sur le mal » et promet de se concentrer sur les difficultés économiques du pays et l'amélioration des relations extérieures.
Son élection constitue un retour du Pakistan dans l’ère des dynasties politiques, qui règnent traditionnellement sur le pays. Le 16 avril, son fils Hamza Shehbaz est élu ministre en chef du Pendjab. Il travaille au retour de son frère, l'ex-premier ministre Nawaz Sharif, exilé à Londres depuis sa condamnation à sept ans de prison pour corruption. Il fait notamment adopter une loi limitant la durée d’inéligibilité des parlementaires à un maximum de cinq ans.

#### Répression du PTI

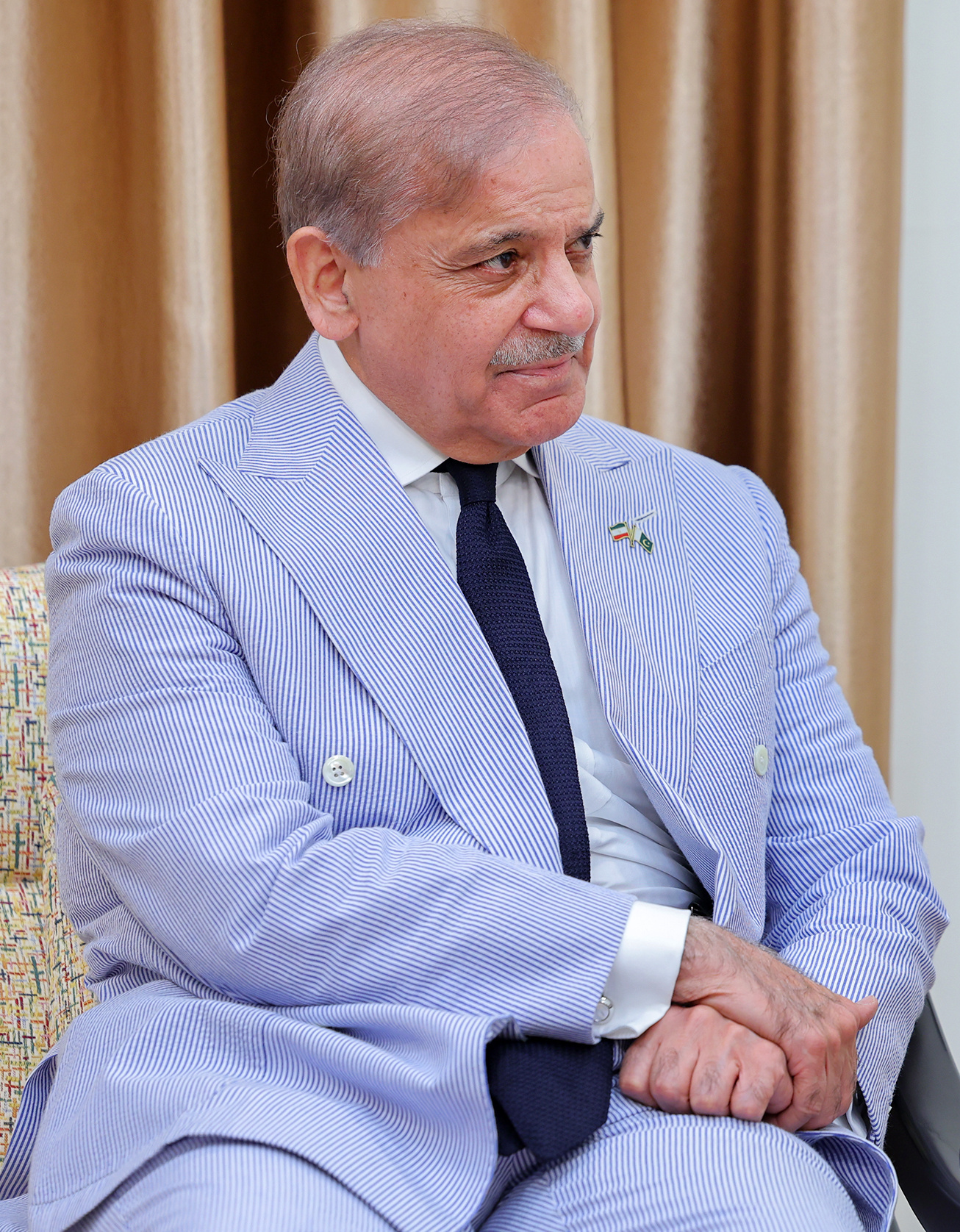
Shehbaz Sharif en 2025.

Il met en place un régime autoritaire et répressif à l'égard du Mouvement du Pakistan pour la justice (PTI), le parti d'Imran Khan. La police a arrêté tous les dirigeants du parti, les obligeant sous la menace à démissionner de leurs fonctions et à prendre leurs distances avec leur leader. Dix mille citoyens ont été incarcérés. Imran Khan a lui-même été brutalement arrêté en mai 2023, conduisant à des manifestations massives, et finalement relâché au bout de quelques jours à la demande de la Cour suprême. Des cas de torture par les forces de sécurité ont été signalés, et même plusieurs décès en détention. La censure interdit aux chaînes de télévision de diffuser des images des émeutes, mais celles-ci circulent largement sur les réseaux sociaux, avant que leur accès ne soit bloqué. Imran Khan est de nouveau emprisonné depuis août 2023. Un panel d'experts de l'ONU a estimé en 2024 que sa détention « n'a aucune base légale et semble avoir été destinée à disqualifier sa candidature à une fonction politique ».
L'armée a obtenu des pouvoirs étendus qui réduisent considérablement les libertés civiles, criminalisent la critique de l’armée, élargissent le rôle de l’institution dans l’économie du pays et lui accordent un droit de veto concernant les affaires politiques et civiles. Toutes les décisions importantes portant sur l’économie et les finances doivent être validées par une instance, le Special Investment Facilitation Council, sous contrôle militaire. Enfin, les amendements apportés au Pakistan Army Act de 1952, approuvés par le Sénat le 27 juillet 2023, prévoient une peine d'emprisonnement de cinq ans pour toute personne ayant divulgué des informations portant préjudice aux intérêts du Pakistan ou de ses forces armées - une mesure destinée à intimider les potentiels lanceurs d'alerte sur les affaires de corruption.
En juillet 2024, le gouvernement annonce lancer une procédure d'interdiction du PTI. En septembre, il adopte une loi restreignant le droit de manifester et la police multiplie les arrestations de membres du PTI. Des députés sont arrêtés dans l’enceinte du Parlement. Des sympathisants de l'ex-premier ministre défilent à nouveau massivement à Islamabad en octobre 2024. Le gouvernement réagit en faisant déployer l'armée dans les rues, en instaurant des barrages et en coupant internet.

#### Économie
Shehbaz Sharif annonce lors de son arrivée au pouvoir une hausse du salaire minimum à 25 000 roupies et 10 % d'augmentation des retraites,.
Sur le plan économique, la situation s'est détériorée. En un an, la croissance du PIB est tombée de 6,1 % à 0,3 % et les prix de l'électricité ont grimpé de 76 %, conduisant les entreprises à licencier en masse dans l'industrie et les services. Le gouvernement de Shehbaz Sharif signe un accord en juin 2023 avec le Fonds monétaire international (FMI) pour un prêt de 3 milliards de dollars sur neuf mois, mais l’institution financière impose en retour des mesures d’austérité impopulaires : hausse des impôts, relèvement de la TVA, hausse de la taxe sur les produits pétroliers. La détérioration de la situation économique a accéléré l'émigration des jeunes pakistanais.
Une nouvelle aide économique de 7 milliards de dollars est négociée avec le FMI en septembre 2024. En contrepartie, le Pakistan va devoir augmenter les taxes et les impôts, prévoit des privatisations, dont celle de Pakistan Airlines, ainsi que des mesures pour faciliter les investissements au Pakistan pour les fonds d’investissement internationaux.

#### Affaires étrangères
Il se montre proche de Washington sur les questions politique internationale, rompant avec le principe de non alignement mis en avant par son prédécesseur. Le Pakistan a notamment abandonné sa neutralité face au conflit russo-ukrainien et livré de l'armement à l'armée ukrainienne. En échange, les États-Unis ont aidé le Pakistan à obtenir un nouveau prêt du FMI en juin 2023.

#### Inondations de 2022
Le Pakistan est touché durant l'été 2022 par des inondations de grande ampleur qui ont fait plus de 1700 morts en quelques mois et près de 30 milliards de dollars de dégâts et de pertes économiques.

#### Législatives de 2024
En vue des élections législatives de 2024, il démissionne de la fonction de Premier ministre le 14 août 2023, et Anwar ul-Haq Kakar lui succède, conformément à la constitution qui prévoit la nomination d'une personnalité politique neutre durant la période électorale.
Malgré la répression, les candidats indépendants soutenus par le PTI (qui ne pouvait prendre directement part au scrutin) arrivent en tête. Contrairement aux années précédentes, les résultats du scrutin ne sont pas connus le jour même, la commission électorale évoquant une panne technique d'internet. La lenteur du dépouillement fait soupçonner une fraude électorale. Le PTI reste exclu du gouvernement après ce scrutin grâce au soutien de l'armée à Shehbaz Sharif, qui est lui-même réélu député.
Le 3 mars, Shehbaz Sharif est réélu Premier ministre par 201 voix contre Omar Ayub Khan qui en a obtenu 92, devenant le premier titulaire à effectuer deux mandats consécutifs. Le nouveau gouvernement comprend surtout des figures connues de la LMP-N, accommode des partenaires de la coalition, et inclut une poignée de technocrates, dont le plus important est le ministre des finances, jusqu’alors à la tête de la plus grande banque privée du pays.